# Farsinella
Farsinella is een geslacht van rechtvleugeligen uit de familie Dericorythidae. De wetenschappelijke naam van dit geslacht is voor het eerst geldig gepubliceerd in 1948 door Bey-Bienko.

## Soorten
Het geslacht Farsinella omvat de volgende soorten:
- Farsinella predtetshenskyi Bey-Bienko, 1948
- Farsinella uvarovi Bey-Bienko, 1948